# Ельзаново (Ґолюбсько-Добжинський повіт)
Ельзаново (пол. Elzanowo) — село в Польщі, у гміні Ковалево-Поморське Ґолюбсько-Добжинського повіту Куявсько-Поморського воєводства.
Населення — 279 осіб (2011).
У 1975—1998 роках село належало до Торунського воєводства.

## Демографія
Демографічна структура станом на 31 березня 2011 року:
|          | Загалом | Допрацездатний вік | Працездатний вік | Постпрацездатний вік |
| -------- | ------- | ------------------ | ---------------- | -------------------- |
| Чоловіки | 141     | 32                 | 93               | 16                   |
| Жінки    | 138     | 33                 | 77               | 28                   |
| Разом    | 279     | 65                 | 170              | 44                   |